# Lisa Stansfield
Pour les articles homonymes, voir Stansfield.
Lisa Jane Stansfield (née le 11 avril 1966 à Rochdale dans le Grand Manchester) est une chanteuse anglaise de R&B et de soul, qui a aussi réalisé beaucoup de remixes dance et disco.
Elle a été rendue célèbre par les titres All Around the World, This Is the Right Time, All Woman, People Hold On ou encore Change tout au long des années 1990. Elle mène également une carrière d'actrice (cinéma, théâtre, télévision).

## Carrière
Lisa Stansfield apparaît à l'écran en 1982 dans un concours télévisé de Granada Television qu'elle remporte avec le titre The Things That Dreams Are Made of.
En 1983, on retrouve la jeune fille dans la série jeunesse The Krankies Klub.
En 1989, elle participe a un "featuring" avec le groupe electro Coldcut, sort le single "People Hold On".
C'est en 1989 qu'elle connaît la célébrité avec son single All Around the World, extrait de son premier album studio, Affection. On y trouve les tubes This Is the Right Time et You Can't Deny It qui se classe à la première place des charts.
En 1991, elle publie son deuxième album studio, Real Love, qui est certifié double disque de platine au Royaume-Uni.
En 1992, elle remporte le BRIT Award de la « meilleure artiste solo ».
En 1992, elle participa au "Freddie Mercury Tribute".
En 1993, trois singles de son album So Natural sont classés dans le Top 40 des charts européens : So Natural, Little Bit of Heaven et In All the Right Places.
En 1997, elle sort son quatrième album intitulé Lisa Stansfield et le succès est toujours au rendez-vous. Il comprend deux singles, People Hold On et The Real Thing qui se classent au Top 10 et un troisième, Never, Never Gonna Give You Up, qui se hisse à la première place du Dance Music/Club Play Singles.
En 1999, elle commence sa carrière d'actrice en jouant dans le film Swing au côté d'Hugo Speer.
En 2001, la chanteuse introduit de nouveaux styles (pop, disco, RnB, soul, dance) dans son album Face Up. Celui-ci comprend, entre autres, les titres 8-3-1, Let's Just Call It Love et How Could You. Cette dernière chanson est arrangée par son mari, le musicien Ian Devaney.
Deux ans après la sortie de Face Up, elle publie une compilation, intitulée Biography, qui regroupe ses meilleurs tubes. Cet opus marque la fin de sa collaboration avec Arista/BMG.
En 2004, la chanteuse signe avec le label ZTT et réalise l’album pop, The Moment, avec des titres tels que Treat Me Like a Woman et If I Hadn't Got You.
Elle poursuit sa carrière d’actrice en jouant dans la pièce Les Monologues du vagin, la série Goldplated, ainsi que dans un épisode de Miss Marple (s3.2 : Témoin indésirable).
En 2014, Lisa Stansfield fait son retour sur la scène musicale après plus de dix ans d'absence avec son septième album, sobrement appelé Seven. Il est porté par le single Can't Dance. L'album atteint la 13e place des meilleures ventes d'album au Royaume-Uni la semaine de sa sortie. Carry On est le second single extrait de l'album et So Be It, le troisième. En octobre 2014, une nouvelle édition de l'album, Seven+, est publiée. There Goes My Heart est extrait de cette nouvelle édition.
Cette-même année, la chanteuse est à l'affiche du film britannique Northern Soul qui remporte en 2015 la récompense du « meilleur film » aux NME Awards.

## Discographie

### Albums studio
- 1989 : Affection
- 1991 : Real Love
- 1993 : So Natural
- 1997 : Lisa Stansfield
- 2001 : Face Up
- 2004 : The Moment
- 2014 : Seven
- 2018 : Deeper

### Compilations
- 1996 : In Session
- 2003 : Biography: The Greatest Hits
- 2003 : The Complete Collection
- 2014 : The Collection 1989–2003

### Remixes
- 1998 : The Remix Album
- 2014 : Seven+
- 2014 : People Hold On... The Remix Anthology

### Albumlive
- 2015 : Live in Manchester (Concert enregistré en 2014 au Bridgewater Hall)

### Bande originale
- 1999 : Swing: Original Motion Picture Soundtrack